# Allhelgonakapellet
Allhelgonakapellet är ett begravningskapell som tillhör Visby domkyrkoförsamling i Visby stift. Kapellet med begravningsplats ligger i Norra kyrkogården i norra delen av Visby.

## Kapellet
1916 invigdes Norra kyrkogården i Visby men något kapell uppfördes inte då.
Allhelgonakapellet uppfördes efter ritningar av arkitekt Arne Philip och invigdes på Alla Helgons dag, 4 november 1967 av biskop Olof Herrlin. Byggnaden består av två delar där ena delen är kapell, sakristia, väntrum, visningsrum och entreprenadrum, och där andra delen är krematorium och kylrum. Kapellet har tegelväggar som är vitslammade. Väggfältens pelare och balkar är av vitmålad betong. Senaste renoveringen ägde rum år 2002 då värme- och ventilationssystemet byttes ut och taket lades om.

## Inventarier
- Altartavla och altare är utförda av Staffan Rosvall.
- 12 utsmyckningar på väggarna är utförda av Arne Fransson i metall och emalj. De symboliserar de 12 apostlarna.
- Ett krucifix är av Arne Fransson.

### Orgel
- Orgeln byggdes 1967 av Anders Perssons Orgelbyggeri. Orgeln är mekanisk.

| Manual       | Pedal       | Koppel  |
| Gedakt 8’    | Rankett 16’ | Man/Ped |
| Rörflöjt 4’  |             |         |
| Principal 2’ |             |         |
| Oktava 1'    |             |         |

## Bildgalleri

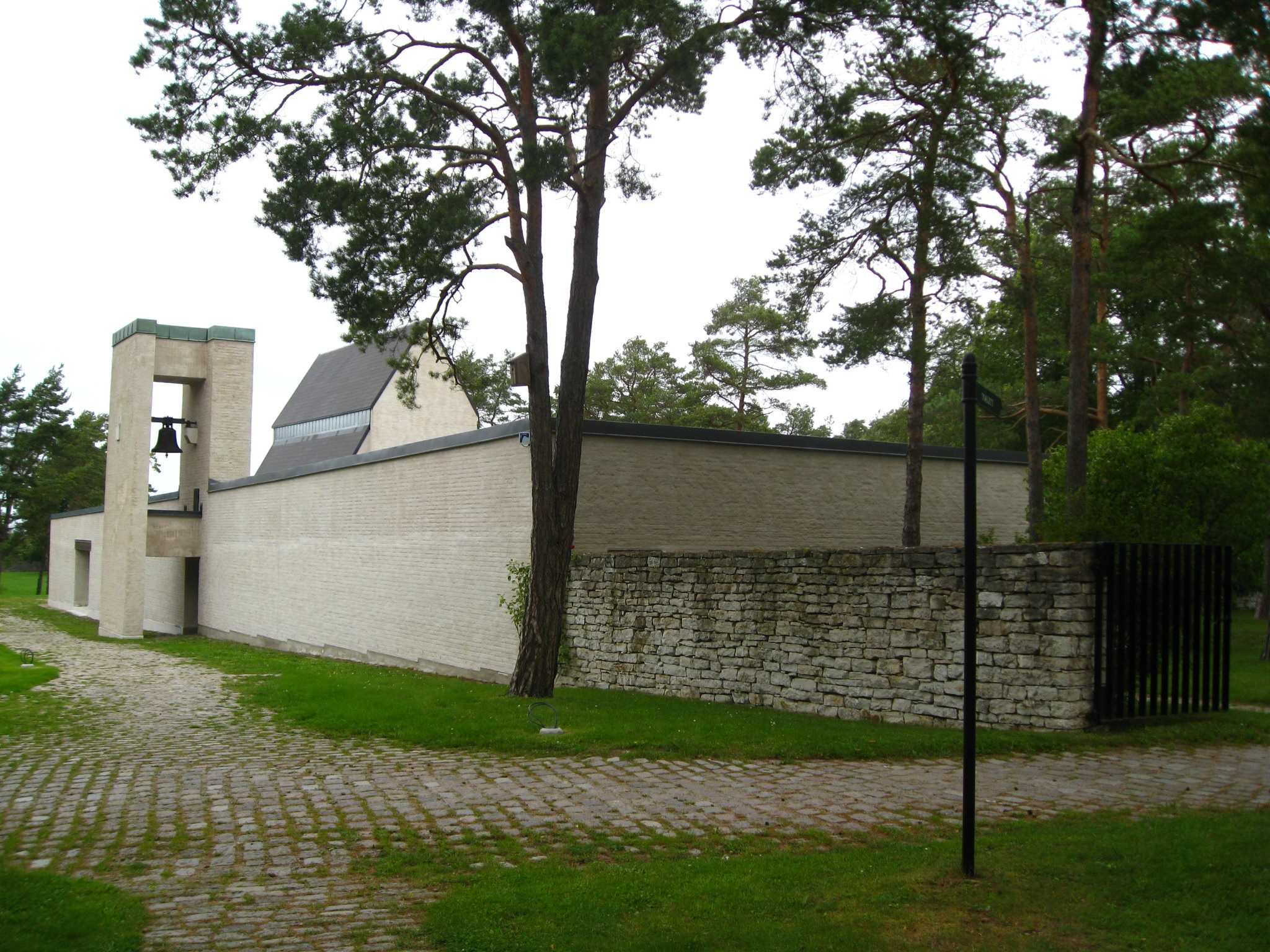
Kapellet med klockstapel
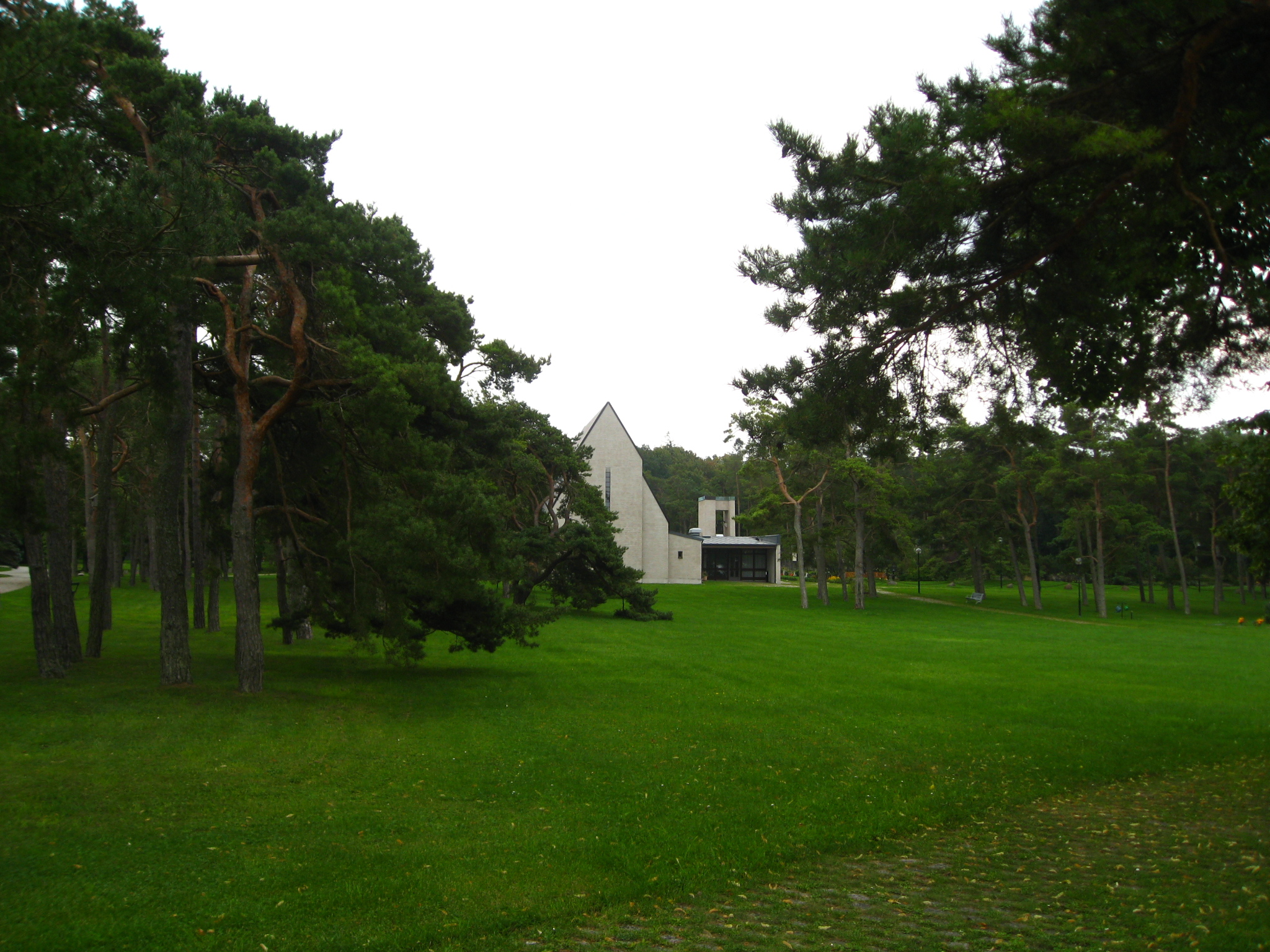
Kapellet på håll
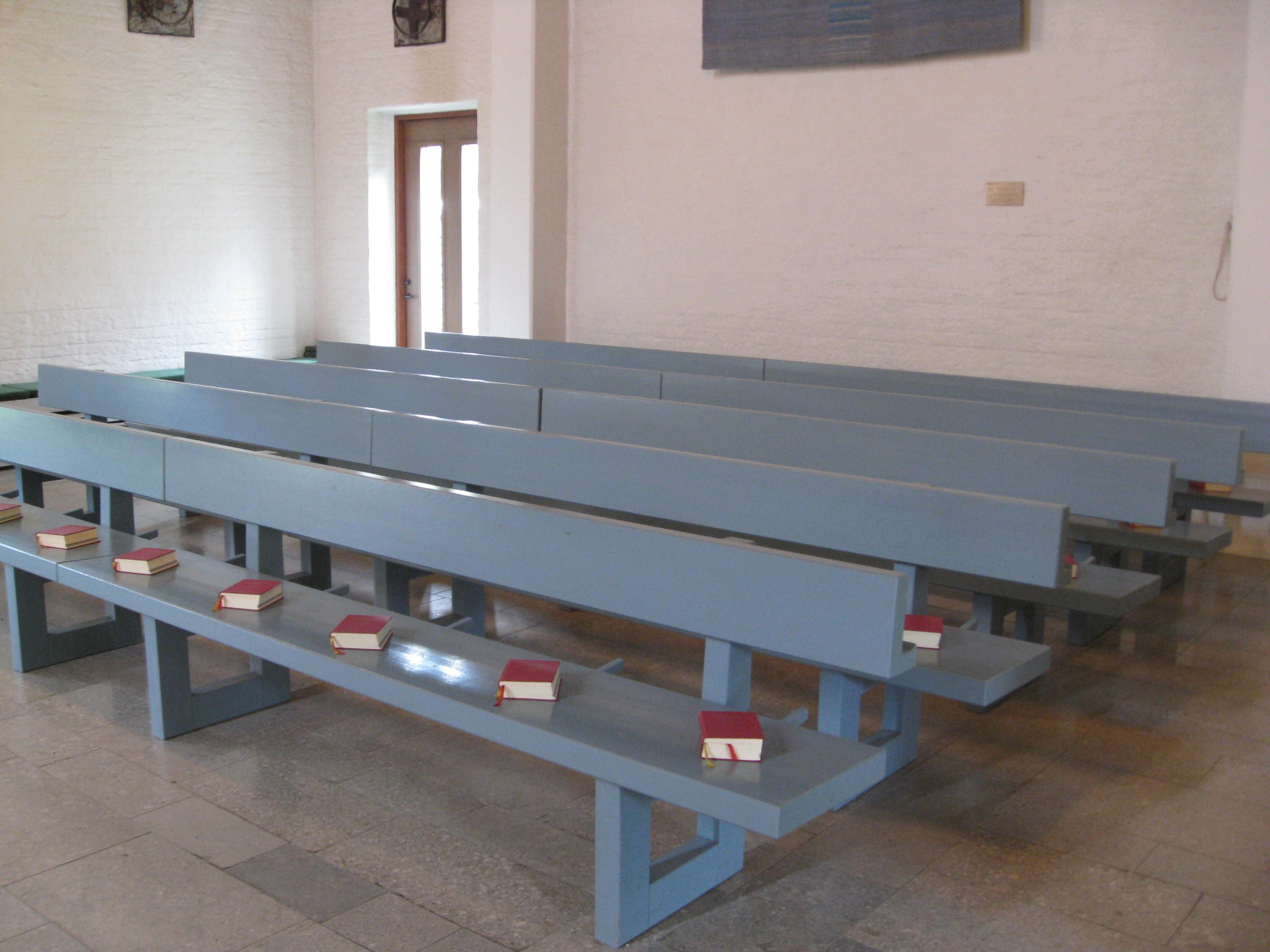
Kyrkbänkar

### Webbkällor
- Visby domkyrkoförsamling om kapellet
- byggnadspresentation